# Aso
Aso (阿蘇市 -shi) é uma cidade japonesa localizada na província de Kumamoto.
Em Outubro de 2005 a cidade tinha uma população estimada em 30 150 habitantes e uma densidade populacional de 91,95 h/km². Tem uma área total de 376,25 km².
Recebeu o estatuto de cidade a 11 de Fevereiro de 2005. A cidade foi formada a partir da união das vilas de Ichinomiya, Namino e Aso pertencentes ao distrito de Aso.
Aso é cidade-irmã de Ibiporã, no Brasil.